# Free to Choose
La série de dix émissions télévisées Free to Choose ou La liberté du choix, et le livre du même nom, ont été respectivement réalisés et publiés par Milton Friedman et sa femme Rose en 1980.

## Vue d'ensemble
Ce texte de 297 pages de Milton Friedman et sa femme Rose Friedman fournit des exemples de la façon dont fonctionne l'économie de libre marché, et montre comment elle peut résoudre les problèmes. Il insiste aussi sur son efficacité, et par ricochet montre les insuffisances des autres systèmes économiques dans la résolution des problèmes.
Subdivisé en 10 chapitres, ce livre traite des questions passant sur l'utilisation abusive des pouvoirs de la Réserve fédérale lors de la Grande Dépression, le déclin des libertés individuelles, et enfin les dépenses publiques et les contrôles économiques. L'ouvrage sera la meilleure vente de l'année 1980 en non-fiction avec 400.000 exemplaires vendus sur l'année et a été traduit en douze langues. Le livre a été traduit en français sous le titre La liberté du choix, publié en 1980 par Belfond. Il n'a pas été réédité en français depuis lors.
Ce livre exercera une grande influence, par exemple sur celui qui allait devenir à deux reprises le premier ministre de l'Estonie, Mart Laar. Ce dernier affirme que c'est le seul ouvrage d'économie qu'il ait lu avant de prendre ses fonctions et lui attribue la paternité des réformes qui ont fait de l'Estonie un des « tigres baltiques ». Les émissions développaient les idées de Milton Friedman sur un certain nombre de sujets et les popularisèrent auprès du grand public. Ces émissions avaient été préparées depuis 1976 ; le livre du même nom en fut tiré la même année.
Contrairement à ce qui se fait habituellement, le livre a été écrit après les émissions. Par ailleurs, la série a été rediffusée en 1990 avec Linda Chavez avec cinq émissions remaniées. Ces émissions sont désormais librement diffusées en anglais sur le site freetochoosenetwork.org.

## Idées défendues
À travers cet ouvrage, déjà connu comme défenseur des libertés économiques, Milton Friedman propose comme solution aux problèmes de l'époque le recours au marché libre et au libéralisme, tout en critiquant les politiques gouvernementales et leur coût en matière de libertés personnelles et d'efficacité économique aux États-Unis et à l'étranger. Il critique ainsi la régulation du secteur du gaz, la fiscalité sur le tabac, la réglementation gouvernementale du système public d'éducation, l'action de la Réserve fédérale et son rôle dans l'exacerbation de la Grande Dépression en réduisant la masse monétaire d'un tiers.
Sur la question du bien-être, il soutient que les politiques d'État-providence sont en train de créer des « pupilles de l'État », par opposition aux « self-reliant individuals » (individus indépendants). Afin d'aider les plus pauvres en limitant les inconvénients de telles mesures, il propose d'avoir recours à l'impôt négatif.

## Chapitres de l'émission de 1980
1. The Power of the Market
  - Barber Conable (Homme politique, President de la Banque Mondiale)
  - Bob Galvin (CEO de Motorola, Inc.)
  - Michael Harrington (Auteur, professeur, activiste politique)
  - Russell W. Peterson (en) (chimiste, Homme politique)
2. The Tyranny of Control
  - Jagdish Bhagwati (économiste)
  - Richard Deason (Président du syndicat des électriciens)
  - Helen Hughes (économiste)
  - Donald Rumsfeld (Homme politique, President of G. D. Searle, LLC (en))
3. Anatomy of Crisis
  - Nicholas von Hoffman (en) (journaliste, chroniqueur politique)
  - Robert Lekachman (en) (économiste)
  - Peter Temin (en) (économiste)
  - Peter Jay (en) (économiste, journaliste, diplomate)
4. From Cradle to Grave
  - James R. Dumpson (en)(fonctionnaire, travailleur social)
  - Robert Lampman (en) (économist)
  - Helen O'Bannon (en) (économiste, fonctionnaire, travailleur social)
  - Thomas Sowell (économist, auteur, chroniqueur)
5. Created Equal
  - Thomas Sowell (économist, auteur, chroniqueur)
  - Samuel Bowles (en) (economiste)
  - Frances Fox Piven (professeure)
  - Peter Jay (en) (économiste, journaliste, diplomate)
6. What's Wrong with Our Schools?
  - Gregory Anrig (Commissioner of Massachusetts Department of Elementary and Secondary Education)
  - John Coons (professeur de droit, Activiste)
  - Albert Shanker (en) (President de syndicat de professeurs)
  - Thomas Shannon (Directeur de la National School Boards Association)
7. Who Protects the Consumer?
  - Joan Claybrook (en) (Administrator of the National Highway Traffic Safety Administration)
  - Robert Crandall (en) (Brookings Institution économiste)
  - Richard L. Landau (en) (Professeur de Médecine)
  - Kathleen O'Reilly (Défenseur du consommateur à Consumer Federation of America)
8. Who Protects the Worker?
  - William H. Brady (Foundateur et Président de la W.H. Brady Co.)
  - Ernest Green (U.S. Assistant Secretary of Labor)
  - Lynn R. Williams (en) (International Secretary of United Steelworkers)
  - Walter E. Williams (économiste, commentateur politique)
9. How to Cure Inflation
  - Bud Brown (en) (Homme politique)
  - Otmar Emminger (en) (President de la Deutsche Bundesbank)
  - William McChesney Martin (ancien Chairman de la Federal Reserve)
  - Beryl Sprinkel (en) (Vice-President de la Harris Bank (en))
10. How to Stay Free
  - Lawrence E. Spivak (journaliste)